# Chrysler Pacifica (RU)
Der Pacifica ist ein seit 2016 erhältlicher Van des amerikanischen Automobilherstellers Chrysler. Das Fahrzeug ist der Nachfolger des Chrysler Voyager (RT) bzw. Chrysler Town & Country (RT) und hat mit dem zwischen 2002 und 2007 gebauten, gleichnamigen Crossover nichts gemeinsam. Seit Ende 2019 werden die preisgünstigeren Ausstattungsvarianten wieder als Chrysler Voyager für Flottenkunden angeboten. Seit 2024 ist der Pacifica/Voyager das letzte verbliebene Modell der Marke Chrysler.

## Geschichte
Im Juni 2013 wurde bekannt, dass Chrysler die Produktion eines Nachfolgers des Town & Country in Windsor (Ontario) für 2015 vorbereitet. 2015 kündigte Sergio Marchionne, CEO von Fiat Chrysler Automobiles, an, dass das Unternehmen 2 Milliarden US-Dollar für die Entwicklung eines neuen Vans und der damit verbundenen Umrüstung der Produktionsanlagen investieren werde.
Auf der North American International Auto Show im Januar 2016 präsentierte Chrysler schließlich das bis zu achtsitzige Serienfahrzeug. Dieses baut auf einer neuen Plattform auf, wiegt weniger als das Vorgängermodell und ist erstmals auch mit einem Plug-in-Hybrid-Antrieb verfügbar. Den Namen Town & Country wollte der Hersteller nicht mehr verwenden, um das neue Modell von früheren Modellgenerationen abzugrenzen.
Der Verkauf des Pacifica startete im März 2016, die Hybridvariante folgte im November 2016. Im Monat zuvor wurde aufgrund dessen das Hochhaus der FCA-US-Zentrale in Auburn Hills mit einem Banner das eine Seitenansicht des Fahrzeugs zeigt und die mit fliegenden Schweinen umgebene Überschrift „BELIEVE IT. 80 MPGe“ hat, dekoriert. Die Serienproduktion und die Auslieferungen des Hybridmodells wurden im April 2017 aufgenommen.
Für das Modelljahr 2020/2021 wurde das Modell in den Ausstattungsvarianten L, LX und LXi wieder unter der Bezeichnung Chrysler Voyager angeboten. Seither wird der Voyager ausschließlich als modifizierte Pacifica-Variante für Flottenkunden (insbesondere Mietwagenunternehmen) angeboten.
Auf der Chicago Auto Show im Februar 2020 präsentierte Chrysler eine umfangreich überarbeitete Version des Pacifica.

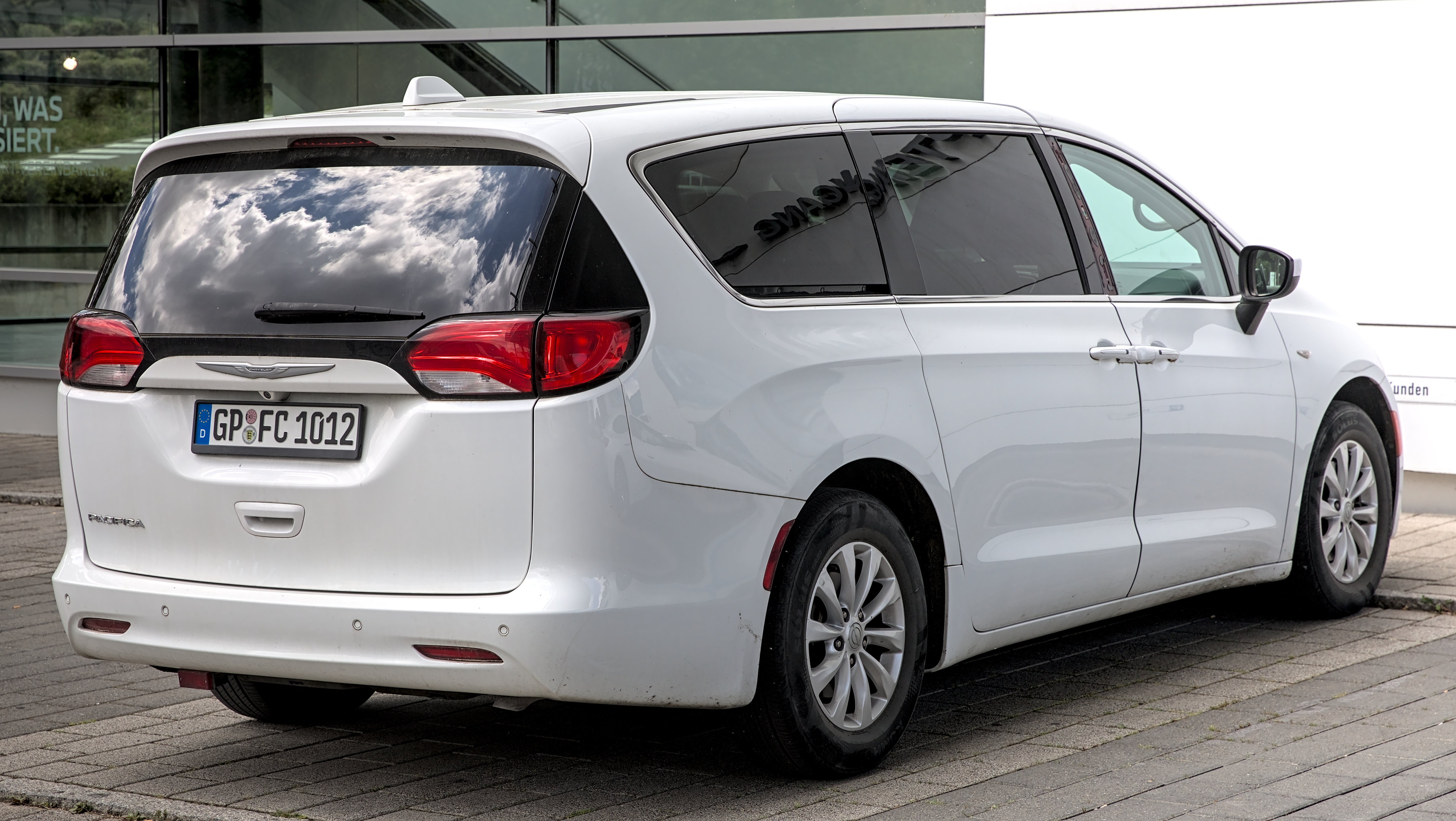
Heckansicht (2016–2020)
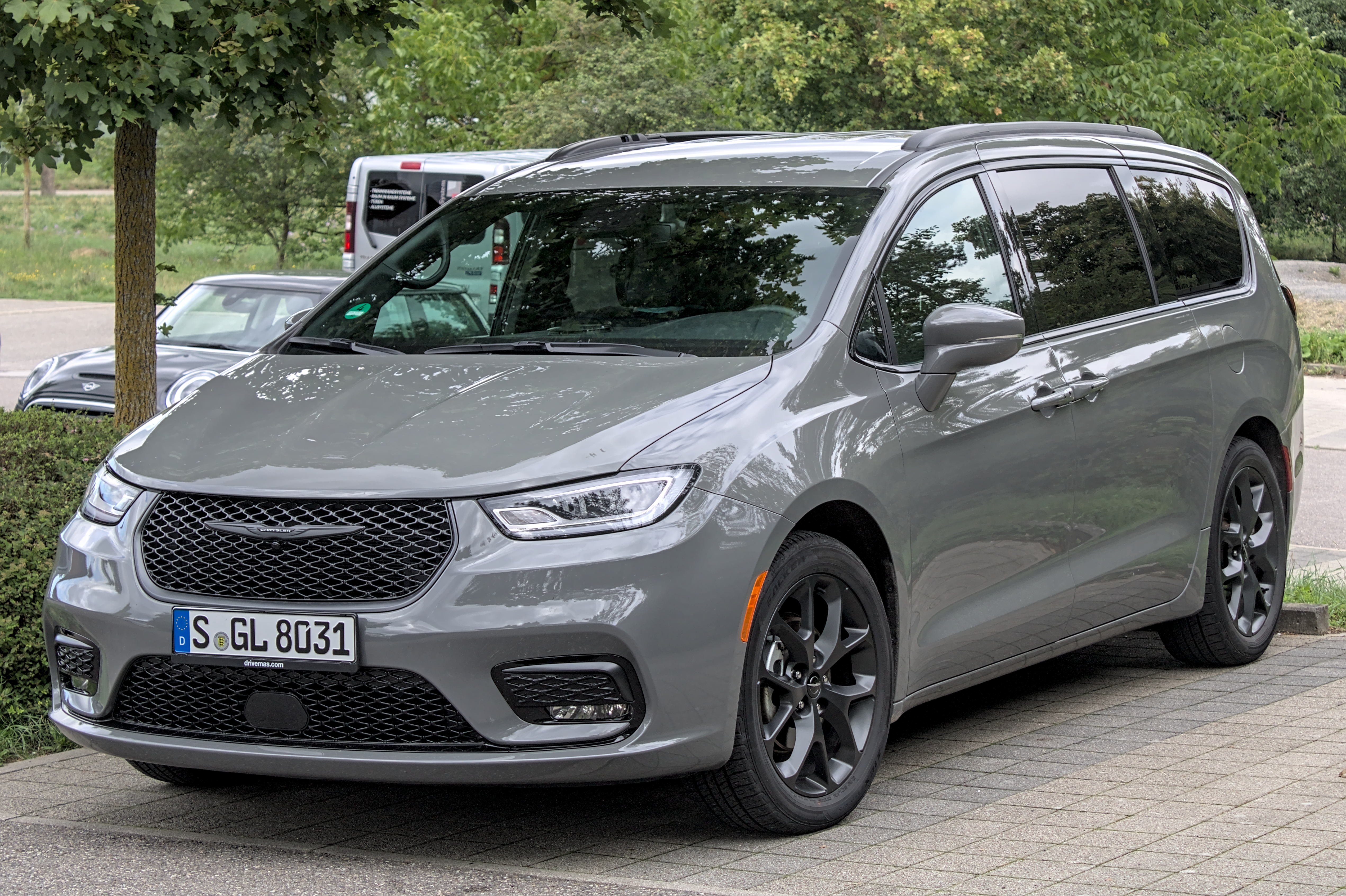
Chrysler Pacifica (seit 2020)
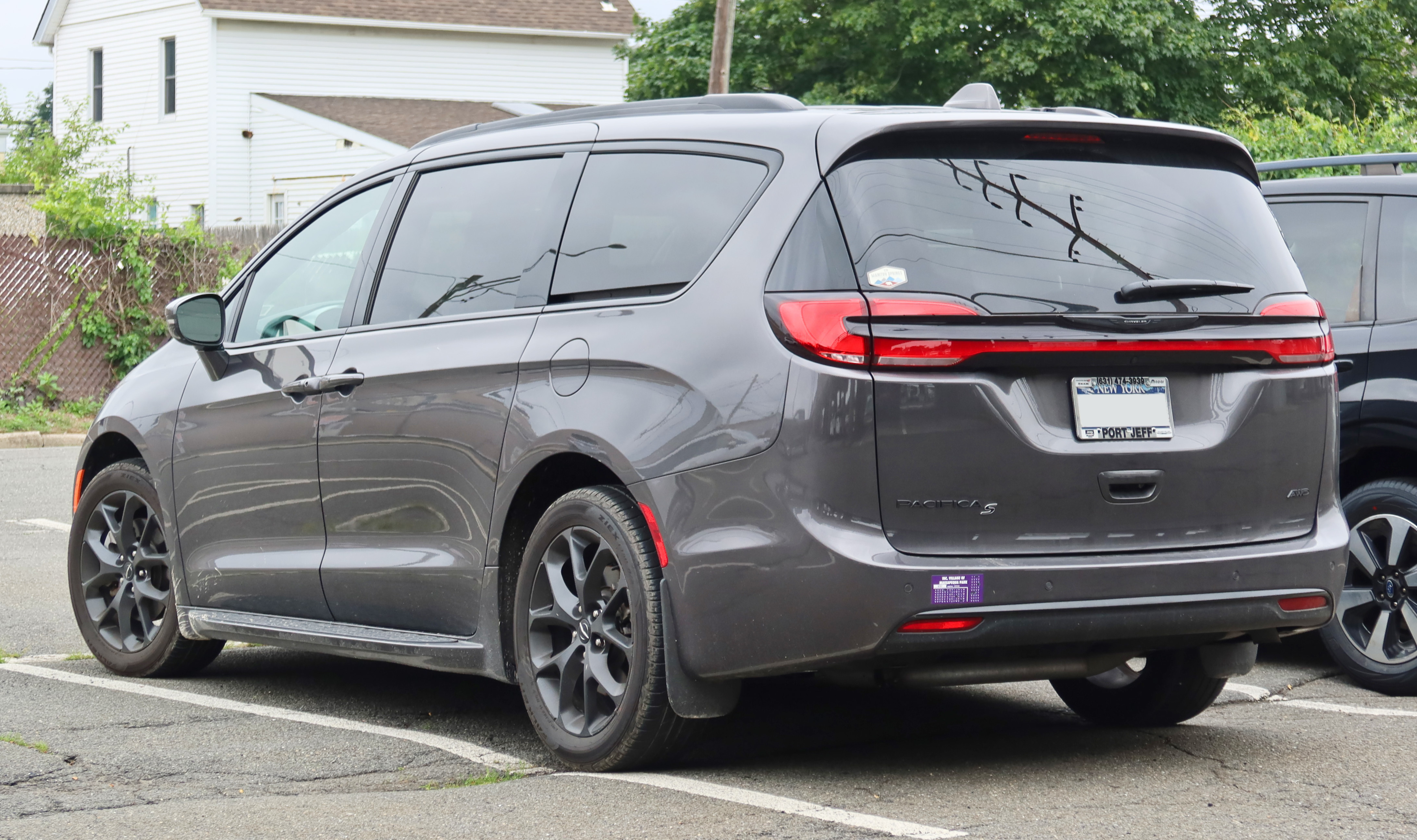
Heckansicht (seit 2020)
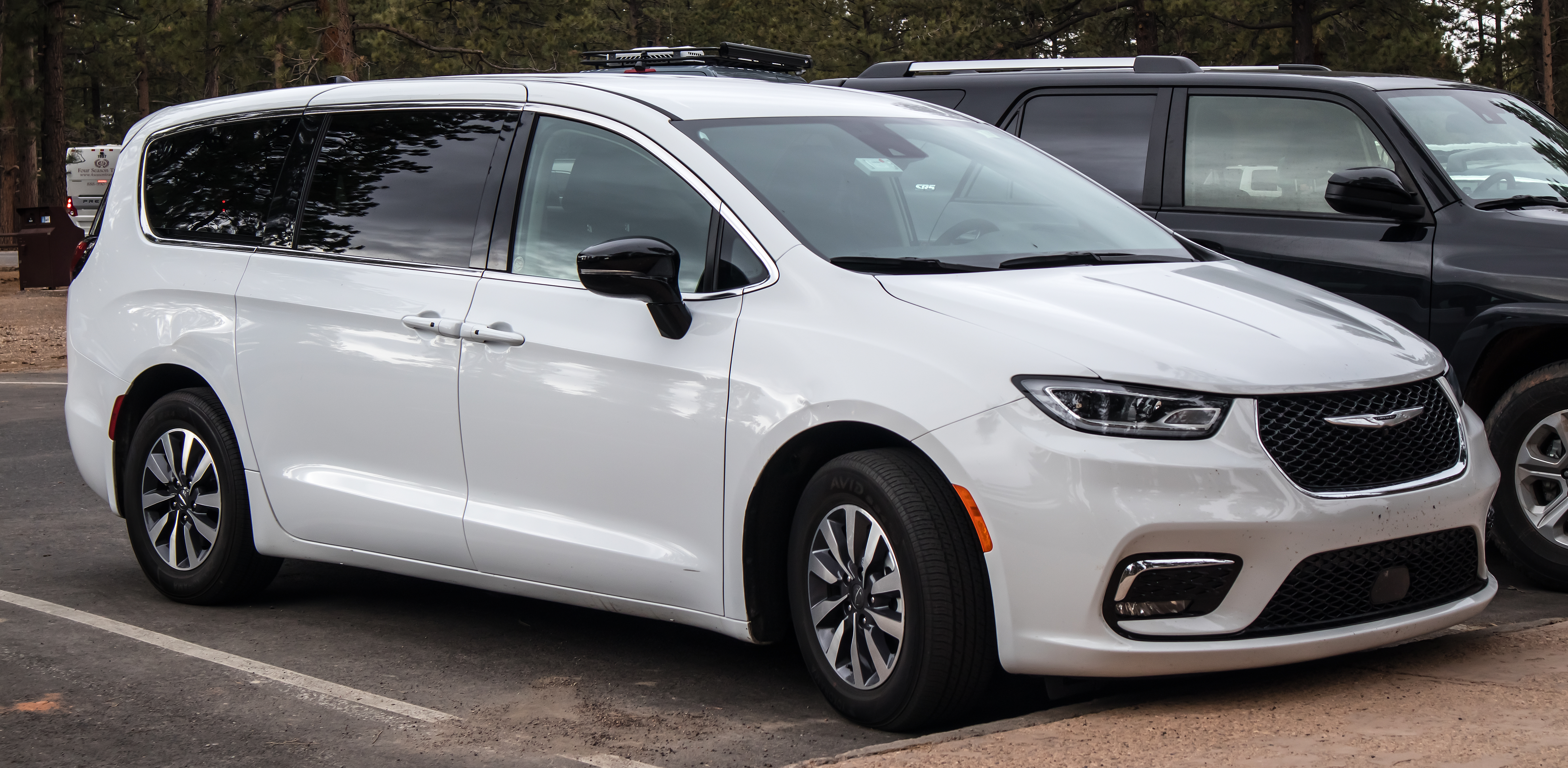
Chrysler Pacifica Plug-in-Hybrid (seit 2020)
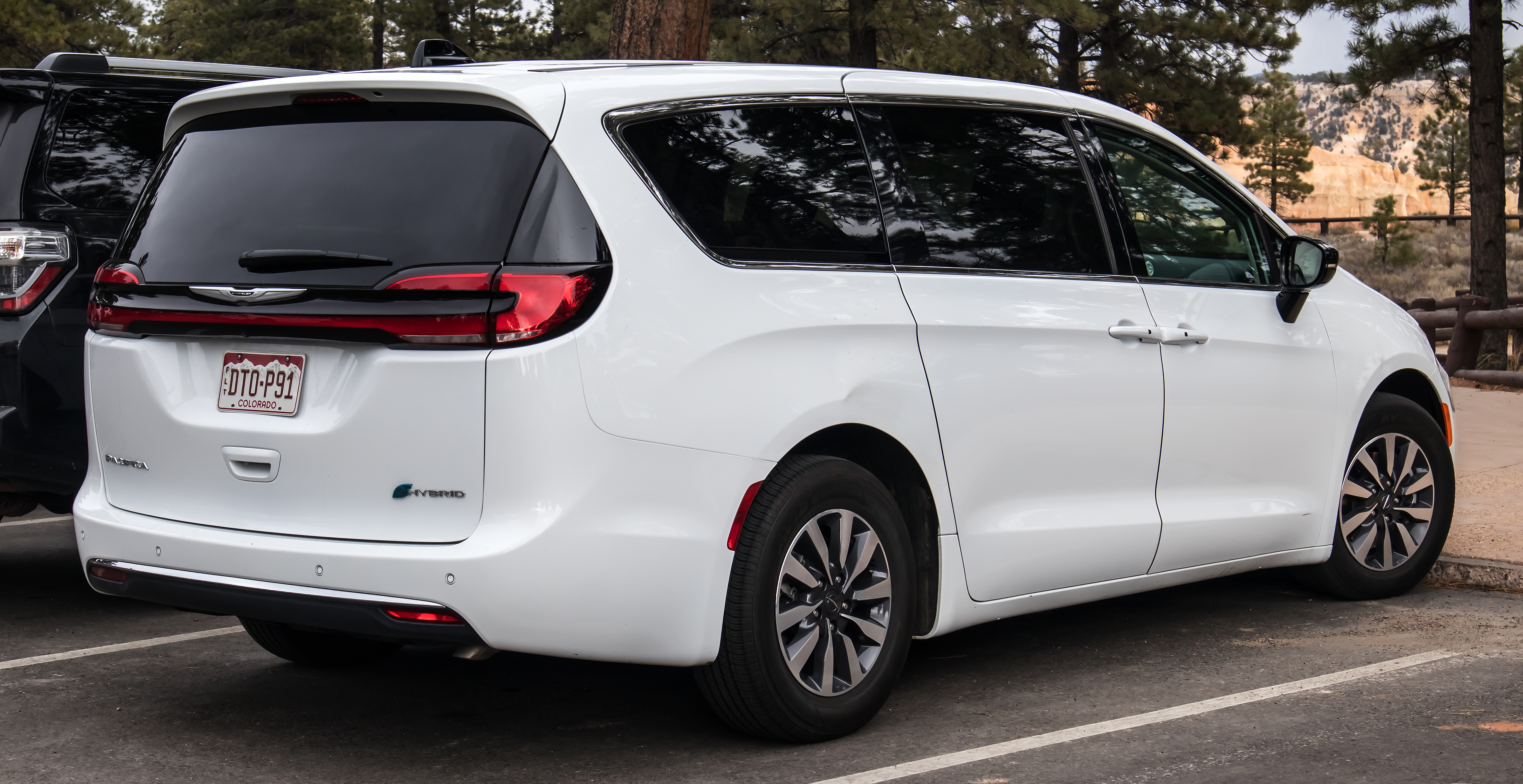
Heckansicht

## Ausstattung
Ab Marktstart zum Modelljahr 2017 wurde der Chrysler Pacifica in den sechs Ausstattungslinien: LX, Touring, Touring Plus, Touring L, Touring L Plus und Limited angeboten. Im Modelljahr 2018 wurde die Ausstattungsvariante L hinzugefügt, der Ausstattungsname Touring entfiel, das Hybridmodell gab es in den Ausstattungsvarianten Touring Plus, Touring L und Limited. Zu keinen Änderungen in der Ausstattungbenennung kam es im Modelljahr 2019. Vor dem Start des Modelljahrs 2020 wurde angekündigt, dass die Ausstattungslinien L und LX beim Pacifica mit Verbrennungsmotor entfallen, damit gibt es noch die Varianten Touring Plus, Touring L, Touring L Plus und Limited. Beim Hybridmodell soll sich nichts ändern. Jedoch sollen mit selber Karosserie des Pacifica die entfallenen Ausstattungsvarianten und zusätzlich die Variante LXi für Flottenunternehmen als Chrysler Voyager angeboten werden.

## Technik

### Verbrennungsmotor
Beide Antriebsvarianten haben einen 3,6-Liter-V6-Ottomotor aus der Pentastar-Baureihe. Der Motor des Modells ohne Elektromotor leistet maximal 214 kW, der des Hybridmodells mit 194 kW etwas weniger. Beim Verbrennungsmotor des Hybridmodells wurde das Verdichtungsverhältnis durch veränderte Kolben auf 12,5 : 1 erhöht und der Motor arbeitet mit dem Atkinson-Zyklus, gegenüber dem für das Verbrennungsmotormodell entfallen die Ventilhubverstellung, das gekühlte Abgasrückführungssystem und der Antrieb für die Lichtmaschine und die Lenkservopumpe.

### Getriebe
Bei der Variante, die nur einen Verbrennungsmotor hat, wird die Leistung an ein Neunstufen-Automatikgetriebe von ZF (Bezeichnung durch Chrysler: 948TE TORQUEFLITE) übertragen.
Das Hybridmodell hat ein von Chrysler eFlite genanntes Si-EVT, Abkürzung für Single Input Electrically Variable Transmission. Dies ist ein stufenloses Überlagerungsgetriebe mit mehreren Planetengetriebestufen und zwei parallel zum Verbrennungsmotor angeordneten elektrischen Maschinen. Es hat nur einen Eingangsflansch, das heißt die beiden elektrischen Maschinen sind im Getriebegehäuse integriert. Ein Freilauf von BorgWarner verhindert das Rückwärtsdrehen des Verbrennungsmotors im elektrischen Betrieb. Dazu gibt es noch eine eingebaute Hilfspumpe zur Ölversorgung des Getriebes bei stillstehender Eingangswelle. Außen am Getriebegehäuse sind der Wechselrichter und ein Ölkühler angebracht. Es ist 367 mm lang und 649 mm breit.

### Elektromotoren
Die Hauptelektromaschine wird als „Motor B“ bezeichnet und hat eine Leistung von 85 kW. Er läuft nur beim Bremsen als Generator. Die zweite als „Motor A“ bezeichnete Elektromaschine hat eine Leistung von 63 kW
und wird zum Anlassen des Verbrennungsmotors und bei niedriger Leistung als Generator verwendet.

### Energiespeicher
Das Verbrennungsmotormodell hat ein Tankvolumen von 72 Liter, beim Hybridmodell sind es 62,5 Liter.
Die Lithium-Ionen-Batterie des Plug-in-Hybridmodells mit einer Kapazität von 16 kWh ermöglicht eine elektrische Reichweite von etwa 53 km (33 mi) und lässt sich an einem 240-V-Ladegerät innerhalb von 2 Stunden wieder aufladen.

### Fahrwerk
Vorne hat das Fahrzeug MacPherson-Federbeine mit Querlenkern und hinten eine Mehrlenkerachse. Die Lenkung ist eine Zahnstangenlenkung, hat eine elektrische Servounterstützung und ist im Mittel mit 16,2 : 1 übersetzt.

### Sicherheit
Bei der für das Modelljahr 2018 durchgeführten US-NCAP-Crashtestreihe erhielt das Fahrzeug eine Gesamtwertung von fünf Sternen, beim Versuch „Moderate overlap front“ der vom IIHS durchgeführten Reihe wurde es mit „Good“ bewertet.

## Autonomfahrende Flotte von Waymo
Ab 2016 bestand zwischen Fiat Chrysler US und dem Alphabet-Tochterunternehmen Waymo eine Kooperation zur Erforschung von Technologie für autonomes Fahren auf Basis des Pacifica Hybrid. 2018 bestellte Waymo 62000 weitere Fahrzeuge des Typs, wovon aber laut Medienberichten weniger als 1000 ausgeliefert wurden. Im Jahr 2023 wurde bekannt, dass die Waymo-Flotte vorerst komplett auf den vollelektrischen Jaguar I-Pace umgestellt wird und die Pacifica Hybrid-Modelle von Fiat Chrysler ausgemustert werden.

## Technische Daten
|                                                             | 3.6                        | 3.6 Hybrid                 |
| ----------------------------------------------------------- | -------------------------- | -------------------------- |
| Bauzeitraum                                                 | seit 03/2016               | seit 11/2016               |
| Motorkenndaten                                              |                            |                            |
| Motorart                                                    | Ottomotor                  | Ottomotor + 2 Elektromotor |
| Motorbauart                                                 | V6-Motor                   | V6-Motor + 2 Elektromotor  |
| Hubraum                                                     | 3604 cm³                   | 3604 cm³                   |
| Verdichtungsverhältnis                                      | 11,3 : 1                   | 12,5 : 1                   |
| max. Leistung bei min−1                                     | 214 kW (291 PS) / 6400     | 194 kW (264 PS) / 5600     |
| max. Drehmoment bei min−1                                   | 355 Nm / 4000              | 310 Nm / 3700              |
| Kraftübertragung                                            |                            |                            |
| Antrieb, serienmäßig                                        | Vorderradantrieb           | Vorderradantrieb           |
| Antrieb, optional                                           | Allradantrieb              | —                          |
| Getriebe, serienmäßig                                       | 9-Stufen-Automatikgetriebe | EVT-Getriebe               |
| Messwerte                                                   |                            |                            |
| Höchstgeschwindigkeit                                       | 180 km/h                   | 169 km/h                   |
| Beschleunigung, 0–100 km/h                                  | 7,4 s                      | 8,5 s                      |
| Energieverbrauch                                            |                            |                            |
| Verbrennungsmotor nach EPA (1) auf 100 km, kombiniert       | 10,7 l Super               | 7,4 l Super                |
| hybridisch nach EPA (1) auf 100 km, kombiniert              | –                          | 2,8 l Super-äquivalent     |
| Verbrennungsmotor nach EnerGuide (2) auf 100 km, kombiniert | 10,6–10,9 l Super          | 7,3 l Super                |
| hybridisch nach EnerGuide (2) auf 100 km, kombiniert        | –                          | 2,8 l Super-äquivalent     |
| Tankinhalt                                                  | 72 l                       | 62,5 l                     |